# せんせい (1983年の映画)
『せんせい』は、1983年8月24日に公開された日本映画。五十嵐めぐみ主演。上映時間は103分。

## 解説
昭和20年8月9日、長崎に投下された原爆を入市被爆し、急性骨髄性白血病を発症し、わずか32歳でこの世を去った、長崎市立山里小学校の教師・山口竹子の実話で、山口と子供たちのふれあいを描く。坂口便・平和教育資料編集委員会編による原作『夾竹桃の花咲くたびに』の映画化。

## キャスト
- 山口竹子-五十嵐めぐみ
- 小峰信彦-宮崎靖雅(10年後・湯沢紀保)
- 小峰悦子-志喜屋文(10年後・斎藤とも子)
- 田島徹-藤森政義(10年後・河野正明)
- 久藤哲男-栄正議(10年後・矢野和朗)
- 小峰義治-河原崎次郎
- 半田先生-赤塚真人
- 飯島先生-麻志奈純子
- 田島勇作-長門勇
- 田島すみ江-西川ひかる
- 田島酒店の客-中原早苗
- 山口文子-立石凉子
- 竹子の祖父-曽我廼家五郎八
- 下宿のおばさん-森下理子
- 高田医師-山本圭
- 高田医院の看護婦-小沼佳子
- 田浦医師-小池朝雄
- 長崎大学医学部附属病院の看護婦-松本留美
- 藤田早苗-柿崎澄子
- 藤田友子-亀井光代
- 小峰キヨ-北林谷栄

## スタッフ
- 監督-大澤豊
- 脚本-関 功
- 原作-坂口便
- 企画-長崎映画センター
- 制作-早場和義　　草場和義へ訂正
- 撮影-山本駿
- 美術-永沼宗夫
- 音楽-佐藤勝（第7回日本アカデミー賞最優秀音楽賞受賞）
- 録音-高木勝義
- 照明-山本嘉治

## メディア化
- 公開後にVHSビデオで発売されていた。
- 2021年にDVDで発売されている。